# Jean Greindl
Pour les articles homonymes, voir Greindl.
Le baron Jean Greindl, Némo dans la résistance, né le 10 avril 1905 à Bruxelles et mort le 7 septembre 1943 à Etterbeek, est un résistant durant la Seconde Guerre mondiale, chef du Réseau Comète pour la Belgique, de mai 1942 à février 1943.

## Biographie
Jean Jules Édouard Greindl, né le 10 avril 1905 à Bruxelles, est le fils du baron Paul Greindl et d'Isabelle de Burlet. Le 7 mai 1937, il épouse à Ophain-Bois-Seigneur-Isaac  Bernadette Snoy d'Oppuers. Du côté paternel, il est le petit-fils de Jules Greindl, ministre d'État proche du roi Léopold II et du côté maternel, de Jules de Burlet, Premier ministre belge. Il est également le frère de Gérard Greindl, pilote dans la Royal Air Force pendant la Seconde Guerre mondiale.
Il fait ses études au collège Saint-Boniface d'Ixelles et termine ses humanités chez les Bénédictins de Saint-André près de Bruges. Il fait ensuite des études d'agronomie à Gembloux qu'il complète par une formation à l'Institut colonial de Vilvorde.
Plus que tout, il est attiré par l'Afrique et le Congo belge. En 1925, il est engagé par la Forminière qui exploite des plantations d'hévéas dans la région du lac Léopold II. Il est affecté au poste de Mongobele sur la rivière M'Fimi. Après les trois ans de son terme, il s'installe à son compte. En 10 ans, il crée une plantation modèle de caféiers et d'arbres fruitiers.
Il revient en Belgique pour se marier en 1937 et en février 1940. Il s'y retrouve bloqué par l'invasion de la Belgique par l'armée allemande en mai 1940. Il s'implique alors dans un premier temps dans l'aide aux réfugiés belges puis dans la Résistance.
Depuis août 1941, Andrée De Jongh souhaite mettre son père, Frédéric De Jongh, à l'abri en l'envoyant diriger le réseau Comète à Paris. Il s'y oppose tant que la relève n'est pas assurée. Frédéric De Jongh recrute Henri Michelli pour le seconder et - à terme - reprendre la coordination. Le 30 avril, Frédéric De Jongh quitte, enfin, clandestinement la Belgique et s'établit à Paris. Henri Michelli rencontre, le dimanche 3 mai 1942, le baron Jean Greindl pour lui proposer d'être son adjoint, ce qu'il accepte volontiers. Trois jours plus tard, Henri Michelli, Charles Morelle et trois autres résistant parachutés depuis Londres sont arrêtés au domicile de Michelli, trahis par Prosper Dezitter et Florentine Giralt, sa maîtresse.
Andrée De Jongh (Dédée) et son père à Paris parviennent via sa sœur, Suzanne De Jongh à renouer le contact avec Bruxelles et Jean Greindl qui réorganise le réseau et le restructure avec sa proche collaboratrice, Peggy Van Lier, en recrutant des volontaires, des passeurs et des hébergeurs. Il couvre ainsi l'ensemble du territoire belge et crée des antennes à Gand, Liège, Namur et Hasselt. L'ensemble de ces antennes dépendant directement du Bureau du Chef à Bruxelles. Il organise les ramifications entre ces antennes, les centres régionaux et les agents locaux en veillant au cloisonnement de la structure ainsi redéfinie. En novembre 1942, le réseau est infiltré par deux taupes allemandes se faisant passer pour des pilotes américains se rendant à la safe house de la famille Maréchal. Elsie Maréchal-Bell, Georges Maréchal et leurs enfants Elsie et Robert sont aussitôt arrêtés. Victor Michiels, se rendant sur les lieux est lui aussi appréhendé, et, tentant de fuir, est abattu en rue. La vague d'arrestations, une centaine, déferle ensuite sur le réseau. Jean Greindl finit par se demander s'il est réellement utile d'exposer autant de personnes pour accomplir cette mission. La réponse lui viendra de Londres via Andrée De Jongh: « Ce travail est d'une importance énorme pour le moral de toute la R.A.F., il faut continuer et même l'intensifier »,.

### Arrestation et décès
Le 6 février 1943, Jean Greindl est arrêté à son tour. Il est incarcéré par les Allemands à la caserne de la gendarmerie d'Etterbeek. Il est condamné à mort le 29 avril 1943, il meurt cependant lors d'un bombardement de la caserne d'Etterbeek par les Alliés, le 7 septembre 1943. Antoine d'Ursel du réseau de renseignement Clarence, à la demande des alliés, reprend ses fonctions depuis Bruxelles. Il le fera de février à juin 1943, lorsque, « brûlé » il dut également rejoindre la clandestinité. Il se noie en décembre 1944 en traversant la Bidassoa pour regagner Londres.